# Uezd
Lo uezd (in russo уезд?, pronuncia: [ʊˈjest]; derivato dall’antico slavo orientale: уѣздъ traslitterato: uězdŭ; letteralmente: circoscrizione o circondario), era una suddivisione amministrativa di secondo livello in uso a partire dal XIII secolo, poi nel Granducato di Mosca, nell'Impero russo e per un certo periodo anche nella Repubblica Socialista Federativa Sovietica Russa. Corrisponde, grosso modo (ma non semanticamente), alla contea britannica o alla provincia italiana o al cantone elvetico.
Tali enti territoriali, all'origine,  prevedevano la presenza di un'assemblea composta da delegati dei proprietari terrieri e da rappresentanti delle varie comunità.
Con la riforma amministrativa sovietica, 1923-1929, la maggior parte degli uezd (al plurale in russo уезды?, 'uezdy') fu trasformata in rajon (al plurale in russo район?, rajony, ma letteralmente: regioni). In Ucraina, invece, si tramutarono in quaranta okrug che tra il 1925 e il 1930, rappresentavano il livello principale della divisione amministrativa.